# Ploske (Bila Zerkwa)
Ploske (ukrainisch Плоске; russisch Плоское Ploskoje) ist ein Dorf im Süden der ukrainischen Oblast Kiew mit etwa 680 Einwohnern (2004).
Das 1765 erstmals erwähnte Dorf liegt im Dneprhochland auf 187 m Höhe an den Territorialstraßen T–10–17 und T–10–21 21 km südwestlich vom ehemaligen Rajonzentrum Taraschtscha und 135 km südlich der Hauptstadt Kiew.
Am 12. Juni 2020 wurde das Dorf ein Teil der neugegründeten Stadtgemeinde Taraschtscha, bis dahin bildete es die gleichnamige Landratsgemeinde Ploske (Плосківська сільська рада/Ploskiwska silska rada) im Westen des Rajons Taraschtscha.
Am 17. Juli 2020 kam es im Zuge einer großen Rajonsreform zum Anschluss des Rajonsgebietes an den Rajon Bila Zerkwa.

## Persönlichkeiten
Im Ort kam der ukrainische Zoologe Oleksandr Markewytsch (1905–1999) zur Welt.